# Rethonvillers
Rethonvillers (picardisch: Èrtonvilé) ist eine nordfranzösische Gemeinde mit 341 Einwohnern (Stand 1. Januar 2022) im Département Somme in der Region Hauts-de-France. Die Gemeinde liegt im Arrondissement Péronne und gehört zum Kanton Ham.

## Geographie
Der mit Marché-Allouarde fast zusammengewachsene Ort liegt rund 8 km nordöstlich von Roye an der Départementsstraße D930 von Roye nach Nesle. Zu Rethonvillers gehören der Weiler Sept-Fours und das Gehöft Tilloi.

## Geschichte
Die Gemeinde erhielt als Auszeichnung das Croix de guerre 1914–1918.

## Einwohner
| 1962 | 1968 | 1975 | 1982 | 1990 | 1999 | 2006 | 2010 |
| ---- | ---- | ---- | ---- | ---- | ---- | ---- | ---- |
| 366  | 335  | 286  | 303  | 335  | 300  | 327  | 343  |

## Verwaltung
Bürgermeister (maire) ist seit 2008 Philippe Lefevre.

## Sehenswürdigkeiten
- Kirche aus dem 18. Jahrhundert